# Fresse
Fresse és un municipi francès situat al departament de l'Alt Saona i a la regió de Borgonya - Franc Comtat. L'any 2007 tenia 713 habitants.

## Demografia

### Població
El 2007 la població de fet de Fresse era de 713 persones. Hi havia 307 famílies, de les quals 94 eren unipersonals (51 homes vivint sols i 43 dones vivint soles), 118 parelles sense fills, 79 parelles amb fills i 16 famílies monoparentals amb fills.
La població ha evolucionat segons el següent gràfic:
Habitants censats

### Habitatges
El 2007 hi havia 504 habitatges, 322 eren l'habitatge principal de la família, 135 eren segones residències i 47 estaven desocupats. 471 eren cases i 28 eren apartaments. Dels 322 habitatges principals, 278 estaven ocupats pels seus propietaris, 39 estaven llogats i ocupats pels llogaters i 5 estaven cedits a títol gratuït; 15 tenien dues cambres, 45 en tenien tres, 81 en tenien quatre i 181 en tenien cinc o més. 237 habitatges disposaven pel capbaix d'una plaça de pàrquing. A 155 habitatges hi havia un automòbil i a 136 n'hi havia dos o més.

### Piràmide de població
La piràmide de població per edats i sexe el 2009 era:
| Homes | Edats   | Dones |
| ----- | ------- | ----- |
| 0     | 95 o +  | 4     |
| 4     | 90 a 94 | 4     |
| 0     | 85 a 89 | 20    |
| 0     | 80 a 84 | 12    |
| 16    | 75 a 79 | 28    |
| 32    | 70 a 74 | 20    |
| 12    | 65 a 69 | 28    |
| 24    | 60 a 64 | 24    |
| 28    | 55 a 59 | 20    |
| 24    | 50 a 54 | 28    |
| 24    | 45 a 49 | 20    |
| 20    | 40 a 44 | 16    |
| 20    | 35 a 39 | 16    |
| 16    | 30 a 34 | 4     |
| 28    | 25 a 29 | 28    |
| 12    | 20 a 24 | 4     |
| 12    | 15 a 19 | 28    |
| 24    | 10 a 14 | 16    |
| 16    | 5 a 9   | 12    |
| 12    | 0 a 4   | 8     |

## Economia
El 2007 la població en edat de treballar era de 427 persones, 301 eren actives i 126 eren inactives. De les 301 persones actives 262 estaven ocupades (145 homes i 117 dones) i 39 estaven aturades (17 homes i 22 dones). De les 126 persones inactives 60 estaven jubilades, 24 estaven estudiant i 42 estaven classificades com a «altres inactius».

### Ingressos
El 2009 a Fresse hi havia 317 unitats fiscals que integraven 736 persones, la mediana anual d'ingressos fiscals per persona era de 16.477 €.

### Activitats econòmiques
Dels 15 establiments que hi havia el 2007, 1 era d'una empresa extractiva, 1 d'una empresa alimentària, 1 d'una empresa de fabricació d'altres productes industrials, 2 d'empreses de construcció, 2 d'empreses de comerç i reparació d'automòbils, 3 d'empreses de transport, 1 d'una empresa d'hostatgeria i restauració, 1 d'una empresa immobiliària i 3 d'empreses de serveis.
Dels 4 establiments de servei als particulars que hi havia el 2009, 1 era una oficina de correu, 1 paleta, 1 fusteria i 1 restaurant.
Dels 2 establiments comercials que hi havia el 2009, 1 era una botiga de més de 120 m² i 1 una botiga de menys de 120 m².
L'any 2000 a Fresse hi havia 11 explotacions agrícoles.

## Equipaments sanitaris i escolars
El 2009 hi havia una escola elemental.

## Poblacions més properes
El següent diagrama mostra les poblacions més properes.